# Мин и Билл
«Мин и Билл» (англ. Min and Bill) — американская трагикомедия режиссёра Джорджа У. Хилла 1930 года. Главные роли исполнили Мари Дресслер, удостоенная за неё премии «Оскар», и Уоллес Бири.

## Сюжет
Мин — владелица прибрежного отеля, в котором, кроме капитана рыболовного судна Билла, проживает на её попечении юная Нэнси, когда-то подброшенная на порог дома. Мин любит и заботится о ней, но наступает день, когда она становится уже взрослой девушкой по меркам закона, и органы опеки предлагают ей начать свою жизнь. Мин, узнав об этом предложении, разрывается между стремлением защитить Нэнси и пониманием того, что всю жизнь в отеле она провести не может. В такой ответственный момент положение как назло усиливает Белла — биологическая мать Нэнси, которая теперь хочет забрать её обратно к себе.

## В ролях
- Мари Дресслер — Мин
- Уоллес Бири — Билл
- Дороти Джордан — Нэнси
- Марджори Рэмбю — Белла
- Дон Диллавей — Дик
- Девитт Дженнингс — Грот
- Расселл Хоптон — Алек
- Фрэнк МакГлинн старший — мистер Соузерд
- Гретта Гулд — миссис Соузерд